# Huperzia suberecta
Huperzia suberecta (Lowe) Tardieu é um pteridófito pertencente à família das Huperziaceae (nalgumas classificações é incluída entre as Lycopodiaceae sensu lato.